# Molí del Salvador Bola
El Molí del Salvador Bola és un edifici del municipi de Torrelles de Foix (Alt Penedès) que forma part de l'Inventari del Patrimoni Arquitectònic de Catalunya. Havia estat un molí molt petit i posteriorment habitacle. La bassa s'ha convertit en hort. Coberta de teules àrabs a dos vessants i obertures de forma rectangular.